# Puchar Kontynentalny w kombinacji norweskiej 2003/2004
Sezon 2003/2004 Pucharu Kontynentalnego w kombinacji norweskiej rozpoczął się 5 grudnia 2003 w fińskim Rovaniemi, zaś ostatnie zawody z tego cyklu zaplanowane zostały na 14 marca 2004 w Zakopanem. W kalendarzu znalazły się dwadzieścia cztery konkursy, w tym jedenaście sprintów, trzy starty masowe, osiem metodą Gundersena i dwa konkursy drużynowe.
Pierwotnie cykl ten nosił nazwę Pucharu Świata B, jednak w 2008 roku zmieniono ją na Puchar Kontynentalny. Tytułu najlepszego zawodnika bronił Norweg Magnus Moan. W sezonie tym najlepszy okazał się Japończyk Yōsuke Hatakeyama.

## Kalendarz i wyniki
| Lp  | Data             | Miejscowość  | Konkurencja             | 1. miejsce                                                               | 2. miejsce                                                   | 3. miejsce                                                   |
| --- | ---------------- | ------------ | ----------------------- | ------------------------------------------------------------------------ | ------------------------------------------------------------ | ------------------------------------------------------------ |
| 1.  | 5 grudnia 2003   | Rovaniemi    | Sprint K90/7,5 km       | Tino Edelmann                                                            | Andreas Hartmann                                             | Stephan Münchmeyer                                           |
| 2.  | 6 grudnia 2003   | Rovaniemi    | Start Masowy K90/3x5 km | odwołany                                                                 | odwołany                                                     | odwołany                                                     |
| 3.  | 7 grudnia 2003   | Rovaniemi    | Gundersen K90/15 km     | Christian Beetz                                                          | Andreas Hartmann                                             | Gen Tomii                                                    |
| 4.  | 13 grudnia 2003  | Lillehammer  | Sprint K120/7,5 km      | Takashi Kitamura                                                         | Pavel Churavý                                                | Jan Rune Grave                                               |
| 5.  | 14 grudnia 2003  | Lillehammer  | Gundersen K120/15 km    | Carl Van Loan                                                            | Lukas Klapfer                                                | Lucas Vonlanthen                                             |
| 6.  | 20 grudnia 2003  | Ruhpolding   | Sprint K115/7,5 km      | Ivan Rieder                                                              | Tino Edelmann                                                | Stephan Münchmeyer                                           |
| 7.  | 21 grudnia 2003  | Ruhpolding   | Gundersen K115/15 km    | Jan Schmid                                                               | Christian Beetz                                              | Lucas Vonlanthen                                             |
| 8.  | 6 stycznia 2004  | Tarvisio     | Sprint K90/7,5 km       | David Kreiner                                                            | Yōsuke Hatakeyama                                            | Siergiej Maslennikow                                         |
| 9.  | 7 stycznia 2004  | Tarvisio     | Gundersen K90/15 km     | David Kreiner                                                            | Michal Pšenko                                                | Lukas Klapfer                                                |
| 10. | 10 stycznia 2004 | Villach      | Sprint K90/7,5 km       | Marc Frey                                                                | David Kreiner                                                | Yōsuke Hatakeyama                                            |
| 11. | 11 stycznia 2004 | Villach      | Gundersen K90/15 km     | Mathieu Martinez                                                         | David Kreiner                                                | Pascal Meinherz                                              |
| 12. | 17 stycznia 2004 | Braunlage    | Sprint K90/7,5 km       | odwołany                                                                 | odwołany                                                     | odwołany                                                     |
| 13. | 18 stycznia 2004 | Braunlage    | Start masowy K90/10 km  | Jochen Strobl                                                            | Tomáš Slavík                                                 | Bernhard Gruber                                              |
| 14. | 21 stycznia 2004 | Harrachov    | Sprint K90/7,5 km       | Jochen Strobl                                                            | Antti Kuisma                                                 | Pavel Churavý                                                |
| 15. | 24 stycznia 2004 | Karpacz      | Gundersen K85/15 km     | Mathieu Martinez                                                         | Pavel Churavý                                                | Marc Frey                                                    |
| 16. | 25 stycznia 2004 | Karpacz      | Sprint K85/7,5 km       | Marc Frey                                                                | Mathieu Martinez                                             | Jochen Strobl                                                |
| 17. | 12 lutego 2004   | Iiyama       | Sprint K80/7,5 km       | Jon-Richard Rundsveen                                                    | Siergiej Maslennikow                                         | Takashi Kitamura                                             |
| 18. | 14 lutego 2004   | Nozawa Onsen | Gundersen K90/15 km     | Takashi Kitamura                                                         | Yōsuke Hatakeyama                                            | Bill Demong                                                  |
| 19. | 16 lutego 2004   | Hakuba       | Start masowy K120/10 km | Takashi Kitamura                                                         | Marcel Höhlig                                                | Jon-Richard Rundsveen                                        |
| 20. | 17 lutego 2004   | Hakuba       | Sprint K120/7,5 km      | Takashi Kitamura                                                         | Jon-Richard Rundsveen                                        | Yōsuke Hatakeyama                                            |
| 21. | 6 marca 2004     | Klingenthal  | Start Masowy K80/3x5 km | Norwegia Iver Markengbakken · Jo-Wesche Fossheim · Jon-Richard Rundsveen | Austria I Guido Scheiber · Christoph Eugen · Bernhard Gruber | Niemcy I Andreas Langer · Stephan Münchmeyer · Marcel Höhlig |
| 22. | 7 marca 2004     | Klingenthal  | Gundersen K80/15 km     | Andreas Langer                                                           | Marcel Höhlig                                                | Carl Van Loan                                                |
| 23. | 13 marca 2004    | Zakopane     | Start masowy K120/10 km | Yōsuke Hatakeyama                                                        | Bernhard Gruber                                              | Seppi Hurschler                                              |
| 24. | 14 marca 2004    | Zakopane     | Sprint K120/7,5 km      | Lucas Vonlanthen                                                         | Seppi Hurschler                                              | Yōsuke Hatakeyama                                            |

## Klasyfikacje
| Lp. | Zawodnik             | Punkty |
| 1.  | Yōsuke Hatakeyama    | 648    |
| 2.  | Ivan Rieder          | 643    |
| 3.  | Takashi Kitamura     | 588    |
| 4.  | Lucas Vonlanthen     | 578    |
| 5.  | Carl Van Loan        | 539    |
| 6.  | Mathieu Martinez     | 515    |
| 7.  | Stephan Münchmeyer   | 506    |
| 8.  | Bernhard Gruber      | 488    |
| 9.  | Ronny Heer           | 476    |
| 10. | Siergiej Maslennikow | 467    |